# Alexis Zorbas
Balet grčkog kompozitora Mikisa Theodorakisa prema istoimenom romanu Nikosa Kazantzakisa.
Napisan je u razdoblju od 29. srpnja 1987.godine do 22. veljače 1988. godine, u Ateni (Αθήνα), Vrahati (Βραχάτι) kod Korinta i Parizu. Praizveden je 6. kolovoza 1989. godine u Arena di Verona u Italiji. Još 1976. je koreograf Lorca Massine postavio prvu verziju baleta Zorba u Atenskom kazalištu Lyriki Skini (Λυρική Σκηνή) koristeći Theodorakisovu muziku iz filma Zorba the Greek (Grk Zorba) iz 1966. godine. Deset godina kasnije, Theodorakis na osnovi svojih ranijih djela (pjesme, sonatine, filmska muzika, Grčki karneval i drugo) sklada djelo koje po njegovom mišljenju odgovara Kazantzakisovoj priči o Zorbi.

Projekt je predložen veronskoj Areni, koja ga prihvaća, i Theodorakis se prihvaća uklapanja, dokomponiranja i orkestracije izabranih dijelova. Na praizvedbi je dirigirao osobno, kao i na ponovnom postavljanju 1990. Velik uspjeh ovog baleta se tumači i širokom upotrebom zborova i solo-glasa (mezzosopran). Prvobitna orkestracija, prilagođena ogromnim zahtjevima Arene u Veroni, odgovarala je Theodorakisovoj ideji o metasimfonijskom orkestru, ali je napisao i orkestraciju za kazališno izvođenje.

## Likovi
John, mladić iz Engleske

Zorbas, Grk, boem

Marina, udovica

Yorgos, mladić zaljubljen u Marinu

Madame Hortense, ostarjela kurtizana

Seoski živalj, udovice, sjene na balu iz Hortensinog sna
Balet se odigrava u luci Pirej kod Atene i na otoku Kreti

## Orkestar
| Originalna orkestracija | Reducirana orkestracija    |
| 2 pikola                | 1 pikolo (III Flauta muta) |
| 6 flauta                | 3 flaute                   |
| 6 oboa                  | 2 oboe                     |
| 2 engleska roga         | 1 engleski rog             |
| 6 Bb klarineta          | 2 Bb klarineta             |
| 2 bas-klarineta         |                            |
| 1 Alt Saksofon          | 1 Alt Saksofon             |
| 6 fagota                | 2 fagota                   |
| 2 kontrafagota          |                            |
| 8 F rogova              | 4 F roga                   |
| 4 C trube               | 3 C trube                  |
| 6 trombona              | 4 trombona                 |
| 2 tube                  | 1 tuba                     |
| 2 timpanista            | 1 timpan                   |
| 4 udarača               | 2 udarača                  |
| 6 harfa                 | 2 harfe                    |
| 2 buzukija              | 2 buzukija                 |
| gudači                  | gudači                     |

Udarači (koso - samo u originalnoj verziji):

ksilofon, metalofon, glokenšpil, zvona, zvončići, triangl, bongo bubnji, bič, dajre, drveni blokovi, tam-tam (gong), čineli, doboš, drveni doboš, tom-tom bubnji, viseći čineli, veliki bubanj, mali bubanj
miješani zbor (S-A-T-B)

solo mezzosopran ili alt (scene 14 [Αστέρακι] i 15 [Μαρίνα])

## Redoslijed scena

### Ι. Čin
1. Αυγή / 3 Ζεϊμπέκικα τραγούδια (Zora / 3 Zeibekika pjesme)
2. Είσοδος του Τζόν (Johnov ulaz)
3. Είσοδος του Ζορμπά (Zorbin ulaz)
4. Γραν Μπαλλο (Veliki Bal)
5. Μαντάμ Ορτάνς (madame Hortense)
6. Στα περβόλια (U vrtu)
7. Ζορμπάς, Τζόν και Ορτάνς (Zorba, John i Hortense)
8. Τσιφτετελι (Ples tsifteteli)
9. Evin-evan / Βακχικός Χορός (Evin-evan / Bakhov ples)
10. Ερωτικός Χορός (Ples ljubavi)

### II. Čin
1. Επιστροφή του Ζορμπά (Zorbin povratak)
2. Βεατρίκη - Ο γάμος της Ορτάνς (Veatriki [Beatrisa] - Vjenčanje Hortense)
3. Χορός Γυναικών (Ples žena)
4. Αστέρακι (Zvijezda)
5. Μαρίνα (Marina)
6. Φόνος της Χήρας (Ubojstvo udovice)
7. Θάνατος της Ορτάνς (Smrt Hortense)
8. Θάνατος της Ορτάνς (Smrt Hortense)
9. Θάνατος της Ορτάνς (Smrt Hortense)
10. Χορός του Ζορμπά (Zorbin ples)
11. Χορός του Ζορμπά (Zorbin ples)
12. Χορός του Ζορμπά (Zorbin ples)

## Vanjske poveznice
- Alexis Zorbas (Grk Zorba) u Srpskom narodnom pozorištu, Novi Sad  Arhivirana inačica izvorne stranice od 2. srpnja 2004. (Wayback Machine)